# Nothomyia scutellata
Nothomyia scutellata är en tvåvingeart som beskrevs av Friedrich Hermann Loew 1869. Nothomyia scutellata ingår i släktet Nothomyia och familjen vapenflugor.
Artens utbredningsområde är Kuba. Inga underarter finns listade i Catalogue of Life.